# 隣人を妹せよ!
『隣人を妹せよ!』（りんじんをまいせよ）は森乃葉りふによる日本の漫画作品。『まんが4コマぱれっと』（一迅社）で2012年6月号から2020年4月号まで連載されていた。

## あらすじ
アパートみなみ荘に引っ越してきた江藤まとり。そのまとりに、苗字が同じという理由で「お兄ちゃん」と呼ばれることになった江藤巽と幼なじみで「お姉ちゃん」と呼ばれることになった乾みなみとの、妹のいる生活を描いた友達以上修羅場未満な日々を描く。

## 登場人物

### 主要登場人物
江藤 巽（えとう たつみ）
みなみ荘103号室で一人暮らしをしている自由西高校2年生→3年生の男子。11月23日生まれ。姉を恐れている向きがある。隣に引っ越してきた江藤まとりから、同じ苗字という理由でせがまれて「お兄ちゃん」と呼ばれるようになり、自身もまとりを妹あるいは伝説の妹として接し、色々と世話を焼いたり心配をしたりするなど、兄というより思春期の娘を持つ父親のような一面も見せる。幼なじみのみなみに対しては胸以外あまり意識していないようでアプローチには気付いていない。メイド服好きで部屋のオブジェとして購入してしまうほど。かなりの美少女ゲーム好きでもある。卒業が近づいてきた時にささなからの告白を断る事で、いままで強く意識する事はなかったが、共に多くの時間を過ごしてきたみなみの事を思うようになり、改めてみなみに自分と交際してほしいと告白し受け入れられた。
江藤 まとり（えとう まとり）
隣の102号室に1人で引っ越してきた自由西高校1年生→2年生の女子。1月1日生まれ。巽のことを同じ苗字という理由で「お兄ちゃん」と呼び、巽と仲が良いという理由でみなみのことを「お姉ちゃん」と呼び慕うようになる。小柄で細身な体型だが強い腕力の持ち主で握力は50ある。料理は苦手で食事はほとんど袋ラーメンで済ませており、また冷蔵庫には好物の飲むヨーグルトが大量に保管されている。明るい性格の反面、淋しがりやでもある。言葉遣いは全て敬語。巽からみなみと恋人になった事を聞かされると二人を祝福した。なお巽の事は兄として意識しても異性としては意識していなかった。
乾 みなみ（いぬい みなみ）
巽の幼なじみで家族同然の付き合いがある自由西高校2年生→3年生の女子。巨乳。陸上部に所属している。最初は巽とまとりの関係を疑ったが、「お姉ちゃん」と呼ばれたことでその関係を受け入れる。素直に感情表現はしないが巽を異性として意識しており、時折アプローチもするので、まとりの存在は少々複雑なようであるが、陸上部の後輩である八木坂にまとりのことを頼んだり、巽以上にまとりを心配するなど姉らしい一面も見せる。当初は親元で暮らしていたが、真木の後押しもあり101号室で一人暮らしをするようになる。両親はみなみ荘の大家でもある。巽に告白するというささなを友人として送り出すものの、心中は不安でいたが、巽から交際してほしいと告白を聞かされ涙を流しそれを受け入れた。
真木 花菜（まき　かな）
巽とみなみのクラスメイトの女子。父親が実業家のご令嬢でみなみに勝るとも劣らない巨乳。一部の男子生徒からは「プリンセス」と呼ばれていて親衛隊の存在が仄めかされており、巽も含めて多くが敬語で接している。常に笑顔を絶やさないが謎も多く高い能力を持っている。他人の心境を読み取るのが得意で、その言動で周囲（とりわけ巽）を驚かせることが多い。みなみの巽に対する想いも察知しておりその後押をしたり、まとりから「お姉ちゃん」と呼んでもらおうと画策したりする。馬・コンドル・イノシシをペットとして飼っており、名前はそれぞれ「さくら」「かしわ」「ぼたん」である。親元から離れて暮らしており、倉田という専属のメイドがいる。
宇佐木 翼（うさぎ つばさ）
巽とみなみのクラスメイトの男子。メガネをかけ女性的な容姿をしているが、巽曰く「中学の時に男子と確認した」とのこと。勉強がよく出来て几帳面な性格で巽には親友として以上の特別な感情を持っているようである。また手先が器用なのか海に行った時には砂浜で立派な城を作ったりもする。歳の離れた妹がおり、父親は医師。
もこ / 飯辻 あみ（いいつじ あみ）
まとりのクラスメイトの女子。あだ名の由来は頭がもこもこしているので。ソフトボール部に所属している。転校してきたまとりをひと目見て好きになり友達になったが、巽のことは偽兄と呼び嫌っている。まとり同様小柄でお菓子が大好き。嫌いなものはブロッコリー。語尾が「です」になることが多い。
八木坂 登（やぎさか のぼる）
まとりのクラスメイトの女子。もことは親友であり保護者的存在でまとりともすぐ親しくなった。可愛くて小さな子が大好きでお菓子作りが得意で、家業の喫茶店をよく手伝っている。陸上部に所属しており、先輩のみなみからまとりのことを頼まれている。真木のことが苦手。背の高さと胸があまり大きくないことがコンプレックスのようであるが、後者についてはみなみや真木と比較してのことであり、スタイルの良さは巽やみなみも認めている。
江藤 士虎（えとう しとら）
巽の姉でライトノベル作家。小柄で執筆中の作品の登場人物と髪の色を同じにしカラーコンタクトを着用している。巽のことを溺愛しており、その気を引こうと妙な行動に出るが、巽からは迷惑がられており、それが原因で寧子から実力行使による制裁を受けている。一方で巽には自分の作品を読んでほしくないらしい。まとりを妹として認めているが、以前から嫌っているみなみのことを「牛」と呼んでいる。以前は、寧子の友人である深山宮子の使い走りをさせられていた。巽からみなみの事を「大好きで大切な人」と伝えられると不満を口にしながらも「彼女としてふさわしいか見張る」と交際を認めた。
江藤 寧子（えとう ねいこ）
巽と士虎の姉で会社勤めをしている。謹厳な性格でメモ魔である為か巽や士虎からは恐れられているが、それは巽に対する深い愛情の裏返しでもある。ただし士虎に対しては本当に厳しい。一方で自他共に認める方向音痴でもある。まとりを妹として認めており、士虎と違いみなみのことも信用している。自由西高校の教師である佐伯咲と深山宮子とは同窓で親しくしている。
半田 ささな（はんだ ささな）
まとり達のクラスメイトになった転校生の女子。引っ込み思案な性格かつ地味な存在で以前は巽の近所に住んでおり交友もあったが、巽自身はみなみの影に隠れていた事しか覚えていなかった。自称、多重人格で「さーな」というファッションモデルを務める陽気な別人格が存在し、髪形を変えるだけで人格が入れ替わる。記憶を共有しているので、ささなとさーなでのやり取りする事できる。みなみから恋のライバルと認定されるほど巽に対して恋心を抱いておりアプローチもしているが空回りに終わっている。みなみの同意を得た上で巽に告白するが断られると素直にそれを受け入れた。

### 自由西高校
佐伯 咲（さえき さき）
巽たち2年5組の担任教師。のんびりした性格でホームルーム中に居眠りしたりする。犬や鳥など動物は苦手。寧子や深山宮子とは同窓で親しくいている。
笠井 かえで（かさい かえで）
みなみと真木の友人。みなみの恋心を知っており応援している。自身も小野に好意を寄せている。
湯川 ゆり（ゆかわ ゆり）
みなみと真木の友人。かえで同様、みなみを応援している。夢見がちなところがあり、かえでによくからかわれている。
小野（おの）
巽の友人。小柄でメガネ。クラスを代表する三バカトリオの一人。かえでから好意を寄せられているが気づいていない。
中野（なかの）
巽の友人。坊主頭。クラスを代表する三バカトリオの一人でリーダー格。
大野（おおの）
巽の友人。長身。クラスを代表する三バカトリオの一人。
深山 宮子（みやま みやこ）
まとりたち1年3組の担任教師。もこの行動に手を焼いている。寧子や佐伯咲とは同窓で親しくしており、以前は、士虎を使い走りにしていた。

### その他
倉田（くらた）
真木付きのメイド。20歳だが、あまり年上だと感じさせない。真木の無茶振りに付き合わせれている。真木曰く「メイド服以外は巽に意識されていない」らしい。
宇佐木 みみ（うさぎ みみ）
翼の妹。1歳。とても人懐っこい。
乾 みさき（いぬい みさき）
みなみの母親。みなみの巨乳はこの母親譲りである。まとりがみなみのことを「お姉ちゃん」と呼ぶのを聞いて夫・直文の浮気を疑うなどそそっかしい性格。
乾 直文（いぬい なおふみ）
みなみの父親。みなみが巽を家に連れてくると聞いて、どう対応すべきか真剣に悩み動揺する。みなみが巽に対して積極的になれないのは父親譲りであるらしい。

## 書誌情報
- 森乃葉りふ 『隣人を妹せよ！』 一迅社〈4コマKINGSぱれっとコミックス〉、全8巻
  1. 2013年10月22日発売、ISBN 978-4-7580-8190-0
  2. 2014年5月22日発売、ISBN 978-4-7580-8211-2
  3. 2015年6月22日発売、ISBN 978-4-7580-8240-2
  4. 2016年5月21日発売、ISBN 978-4-7580-8262-4
  5. 2017年5月22日発売、ISBN 978-4-7580-8288-4
  6. 2018年5月22日発売、ISBN 978-4-7580-8305-8
  7. 2020年4月22日発売、ISBN 978-4-7580-8343-0
  8. 2020年4月22日発売、ISBN 978-4-7580-8344-7